# Église Saint-Aignan d'Épeigné-les-Bois
Pour les articles homonymes, voir Église Saint-Aignan.
L'église Saint-Aignan est une église catholique située à Épeigné-les-Bois, en France.

## Localisation
L'église Saint-Aignan se trouve dans le centre d'Épeigné-les-Bois, au cœur du noyau le plus ancien du bourg, sur la pente de la rive gauche du ruisseau de Chézelles. L'édifice est presque rigoureusement orienté d'ouest (nef) en est (chœur).

## Historique
Le chœur de l'église est construit au-dessus d'un souterrain donnant accès à une source aux vertus réputées curatives. Cette source a peut-être fait l'objet d'une culte païen avant la construction de l'église.

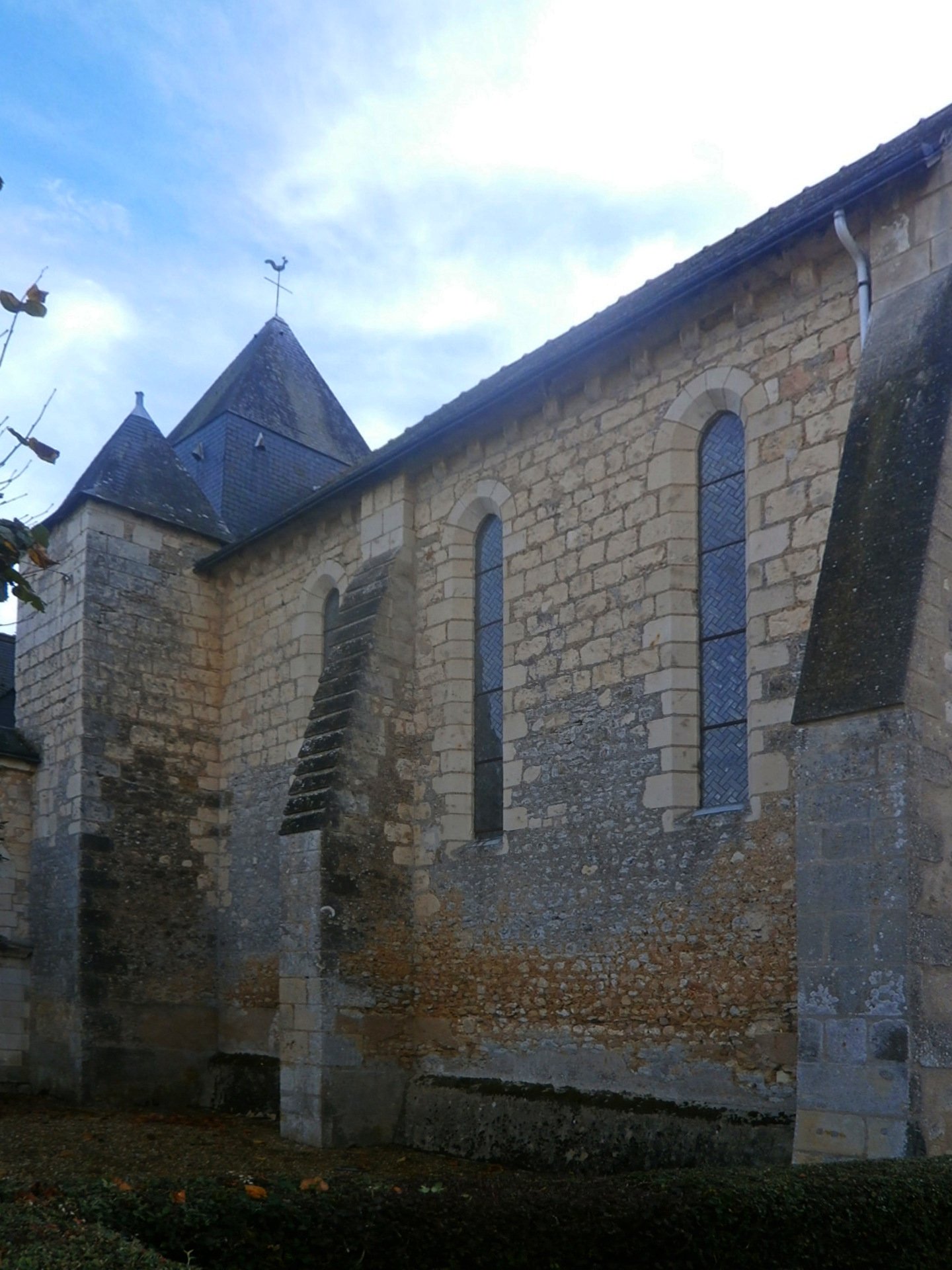
Détail de la reprise du mur nord de la nef.

L'édifice est construit vers la fin du XIIe siècle, mais les murs gouttereaux de sa nef ainsi que la croix et la partie sud de son transept sont repris au XIIIe siècle dans leur partie supérieure.
La façade occidentale de la nef est restaurée à l'époque contemporaine, dans la seconde moitié du XIXe siècle ; ces travaux occasionnent la destruction d'un porche protégeant le portail et donc aucun vestige ni dessin ne permet de donner une description. Une sacristie est ajoutée contre le mur méridional du chœur entre 1826 et 1836. La partie basse du mur gouttereau nord est reprise au XIXe siècle à la suite de travaux sur la place de l'église. La toiture est refaite en ardoise vers 1880, la charpente au début des années 1920. Face à des menaces d'écroulement de l'abside, le chevet est contrebuté vers 1840 de volumineux contreforts qui aveuglent les baies du chœur. Vers 1960, les contreforts sont refaits, moins importants, et leur emplacement est modifié de manière à permettre de nouveau l'éclairage du chœur. En 2016, la toiture est à nouveau refaite, avec une couverture en tuiles conforme à celle d'origine
Depuis le 21 avril 1948, l'église est inscrite au titre des monuments historiques.

## Description

### Architecture
La nef (13 × 6 m de dimensions intérieures), en moyen appareil de tuffeau, se compose de deux travées égales, auxquelles fait suite vers l'est un transept dont le bras nord comporte une absidiole. Un chœur de deux travées prolongé par une abside semi-circulaire termine l'édifice à l'est.
La nef est éclairée de trois baies au nord, mais son mue gouttereau sud est aveugle. Si le bras septentrional du transept est toujours voûté en berceau, le carré et le bras méridional sont, depuis le XIIIe siècle, voûtés en croisée d'ogive.
L'abside est voûtée en cul-de-four et entre les baies l'éclairent s'intercalent des contreforts destinés à la consolider.
Le rocher qui supporte l'église est creusé d'un souterrain aménagé en crypte dédiée à saint Aignan. C'est dans cette crypte que coule la source.

### Décor et mobilier
Les voûtes de la nef présentent un décor de faux appareil à joints rouges peint sur l'enduit, qui recouvre un autre décor comparable. Des motifs végétaux et un masque grimaçant prennent place sur une clé de voûte ; ce décor du XIIIe ou XIVe siècle était vraisemblablement plus étendu. Un autre type de décor, peut-être un peu plus tardif, se trouve à l'entrée du croisillon nord du transept.
Dans l'absidiole nord du transept prennent place deux statues en pierre du XVe siècle représentant la Vierge et saint Jean, objets classés dans la base Palissy le 20 octobre 1913.